# بني ريتون (بوڭرڭوح)
بني ريتون هي إحدى مشيخات المملكة المغربية، تتبع جغرافيا لإقليم سطات وإداريًا لبوڭرڭوح. يقدر عدد سكانها بـ 5218 نسمة حسب الإحصاء الرسمي للسكان والسكنى لسنة 2004.